# Incze Sándor (lelkipásztor)
Incze Sándor (Szárazajta, 1933. október 6. – Sepsiszentgyörgy, 2019. április 18.) erdélyi magyar református lelkipásztor, esperes. Három gyermeke született: Sándor, Zsolt és Ildikó. Zsolt, édesapja nyomdokaiba lépve, jelenleg is esperesként szolgál Sepsiszentgyörgyön.

## Életpályája

### Tanulmányai, pályakezdés
Református vallású földműves családban született. Kolozsvárott folytatott felsőfokú tanulmányokat a Protestáns Teológián, tanulmányait 1956-ban fejezte be. Papi pályafutását színmagyar faluban kezdte, Szolokmán. Ott az ajtót senkinek nem kellett zárni, a lopást nem ismerték. Nyolc év után Koronkára helyezték, de ebbe a hatóságok nem egyeztek bele, talán azért, mert Koronka közel volt Marosvásárhelyhez, kényszerítették (a kényszerítő eszköz az volt, hogy apósát koholt vádak alapján bebörtönözték), hogy megírja lemondó nyilatkozatát, holott Koronka pap nélkül volt, titokban járt oda Incze Sándor.

### Magyarhermány, Kovászna
Következő állomása Magyarhermány (1964–1974) lett, több helységben látta el a lelkipásztori teendőket. Az 1970-es és az 1980-as években nem volt „helyes” székely kapukat állítani, de Incze Sándor megtette, székely kapukat állíttatott következő lelkipásztori állomása, a kovásznai (1974–1981) paplak elé.

### Sepsiszentgyörgy II. Szemerja
Következő szolgálati helye Szemerja-Sepsiszentgyörgy református községek (1981–2003) lelkipásztora, esperese lett, ahol érkezése után hamarosan 1500 fő református „született”, akik eddig nem jártak a gyülekezetbe, most járni kezdtek. Közben leánya, Incze Ildikó a sepsiszentgyörgyi színházban játszott, a színház igazgatója Sylvester Lajos volt. Sylvester gyermekeit is Incze Sándor keresztelte, sőt a budapesti Film Színház Muzsika című hetilap szerkesztője, Ablonczy László (későbbi Nemzeti Színház igazgató) is ragaszkodott ahhoz, hogy az ő gyermekeit is Incze Sándor keresztelje, együtt ünnepelték gyermekeik keresztelőjét a sugásfürdői vadászházban népes baráti társaságban. Erre nagyon odafigyelt a román kommunista diktatúra titkosszolgálata, a hírhedt Securitate, a vadászház kezelőjét néhai Sárkány Árpád erdőmérnök igazgatót hatóságilag megfedték, hogy az erdészházba beengedte a „klerikális reakcióval” egy nótát fújó, az „irredenta” magyarországiakat befogadó társaságot.
Mindezek mellett a református gyülekezet igen összetartott, állami segítség nélkül, adományokból és közösségi munkákkal hozták rendbe a sepsiszentgyörgyi református templom 350 méter hosszú kerítését, felújították a templom kazettás mennyezetét, sőt új harangot is öntettek. Az 1977-es földrengés megrongálta a templomot, azt is közösségi munkával hozták helyre az 1980-as évek elejére, az 1986-os, 1990-es földrengési károkat is önerőből hozták helyre. 1987-ben szép faragott cserefa ajtóra cserélték ki a nyugati bejárat ajtaját, majd 1994-ben elkészülnek a torony alatti bejárat cserefa ajtói is. 1989-ben faragott tornác készült a nyugati bejárat elé egy özvegyasszony nagylelkű adományaként.
A gyülekezet létszáma gyarapodott, a templom befogadó képességét növelni kellett, ezért 1989-ben új karzatot építettek, amely 120 ülőhellyel gyarapította a templomot, így a korábbi 400 fő helyett ma már 520 fő befogadására képes a templom. 1992-ben újra felújították a kazettás mennyezetet. 1998-ban a torony bejárati részében emléktáblát avattak a II. világháborúban elesett szemerjaiak tiszteletére, az emléktáblára 27 fő elesett katona nevét vésték fel.
Az 1989-es romániai forradalom után újra megalakult a régi Sepsi egyházmegye (Sepsiszentgyörgy II. Szemerja), 1990-től ennek esperesi tisztségét és szolgálatát Incze Sándor tölti be.
2003-ban nyugdíjba vonult, nyugdíjasként Sepsiszentgyörgyön él, írásokat publikál a Háromszék napilapban.